# Fontaine-le-Dun
Fontaine-le-Dun és un municipi francès situat al departament del Sena Marítim i a la regió de Normandia. L'any 2007 tenia 947 habitants.

## Demografia

### Població
El 2007 la població de fet de Fontaine-le-Dun era de 947 persones. Hi havia 373 famílies de les quals 95 eren unipersonals (40 homes vivint sols i 55 dones vivint soles), 123 parelles sense fills, 143 parelles amb fills i 12 famílies monoparentals amb fills.
La població ha evolucionat segons el següent gràfic:
Habitants censats

### Habitatges
El 2007 hi havia 403 habitatges, 370 eren l'habitatge principal de la família, 13 eren segones residències i 20 estaven desocupats. 362 eren cases i 40 eren apartaments. Dels 370 habitatges principals, 177 estaven ocupats pels seus propietaris, 165 estaven llogats i ocupats pels llogaters i 28 estaven cedits a títol gratuït; 31 tenien una cambra, 11 en tenien dues, 63 en tenien tres, 105 en tenien quatre i 160 en tenien cinc o més. 252 habitatges disposaven pel capbaix d'una plaça de pàrquing. A 165 habitatges hi havia un automòbil i a 142 n'hi havia dos o més.

### Piràmide de població
La piràmide de població per edats i sexe el 2009 era:
| Homes | Edats   | Dones |
| ----- | ------- | ----- |
| 0     | 95 o +  | 0     |
| 0     | 90 a 94 | 4     |
| 4     | 85 a 89 | 16    |
| 0     | 80 a 84 | 12    |
| 16    | 75 a 79 | 16    |
| 12    | 70 a 74 | 16    |
| 16    | 65 a 69 | 16    |
| 4     | 60 a 64 | 8     |
| 24    | 55 a 59 | 24    |
| 28    | 50 a 54 | 36    |
| 52    | 45 a 49 | 36    |
| 44    | 40 a 44 | 44    |
| 32    | 35 a 39 | 48    |
| 32    | 30 a 34 | 40    |
| 32    | 25 a 29 | 16    |
| 28    | 20 a 24 | 20    |
| 36    | 15 a 19 | 52    |
| 48    | 10 a 14 | 48    |
| 20    | 5 a 9   | 44    |
| 24    | 0 a 4   | 28    |

## Economia
El 2007 la població en edat de treballar era de 638 persones, 468 eren actives i 170 eren inactives. De les 468 persones actives 425 estaven ocupades (231 homes i 194 dones) i 43 estaven aturades (20 homes i 23 dones). De les 170 persones inactives 60 estaven jubilades, 50 estaven estudiant i 60 estaven classificades com a «altres inactius».

### Ingressos
El 2009 a Fontaine-le-Dun hi havia 367 unitats fiscals que integraven 907 persones, la mediana anual d'ingressos fiscals per persona era de 17.513 €.

### Activitats econòmiques
Dels 48 establiments que hi havia el 2007, 5 eren d'empreses extractives, 4 d'empreses alimentàries, 3 d'empreses de construcció, 12 d'empreses de comerç i reparació d'automòbils, 4 d'empreses de transport, 2 d'empreses d'hostatgeria i restauració, 5 d'empreses financeres, 1 d'una empresa immobiliària, 8 d'entitats de l'administració pública i 4 d'empreses classificades com a «altres activitats de serveis».
Dels 14 establiments de servei als particulars que hi havia el 2009, 1 era una gendarmeria, 1 oficina de correu, 2 oficines bancàries, 1 taller de reparació d'automòbils i de material agrícola, 1 autoescola, 1 fusteria, 2 lampisteries, 1 electricista, 1 perruqueria, 2 restaurants i 1 agència immobiliària.
Dels 6 establiments comercials que hi havia el 2009, 1 era un hipermercat, 1 una botiga de més de 120 m², 1 una botiga de menys de 120 m², 1 una fleca i 2 floristeries.
L'any 2000 a Fontaine-le-Dun hi havia 4 explotacions agrícoles.

## Equipaments sanitaris i escolars
L'únic equipament sanitari que hi havia el 2009 era una farmàcia.
El 2009 hi havia 1 escola maternal i 1 escola elemental.

## Poblacions més properes
El següent diagrama mostra les poblacions més properes.